# Camponotus naegelii
Camponotus naegelii är en myrart som beskrevs av Auguste-Henri Forel 1879. Camponotus naegelii ingår i släktet hästmyror, och familjen myror. Inga underarter finns listade.